# Vitpannad honungsfågel
Vitpannad honungsfågel (Purnella albifrons) är en fågel i familjen honungsfåglar inom ordningen tättingar.

## Utseende och läte
Vitpannad honungsfågel är en liten honungsfågel med fläckig grå och brun ovansida och mörkstreckad ljus undersida. Den har vidare tydligt vit panna, vitt mustaschsstreck, svart på strupen och övre delen av bröstet och gult i handpennorna. Bland lätena hörs olika pulserande elektriska ljus och snabba upprepade vassa toner.

## Utbredning och systematik
Fågeln placeras som enda art i släktet Purnella och förekommer i öppna skogar i Australiens inland ut mot södra och västra kusterna. Den behandlas som monotypisk, det vill säga att den inte delas in i några underarter.

## Status
Arten har ett stort utbredningsområde och beståndet anses stabilt. Internationella naturvårdsunionen IUCN listar den därför som livskraftig (LC).